# Diapirismo
El diapirismo (del griego diapeirein, perforar) o también llamado halocinesis, es el proceso de ascensión tectónica de una roca poco densa y plástica a través de rocas suprayacentes más densas y recientes. Este proceso puede ser comparado con el empuje hidrostático que hace elevar a los cuerpos que, sumergidos en un líquido, son más ligeros que este. Sometida a presiones elevadas, la materia sedimentaria más ligera penetra en las fracturas de la capa superior, más densa, la atraviesa y al salir de ella por extrusión, se expande hacia arriba y lateralmente, formando un diapiro.